# Arbas
Az Arbas folyó Franciaország területén, a Salat bal oldali mellékfolyója.

## Földrajzi adatok
A folyó Haute-Garonne megyében a Pireneusokban ered, és Mane városkánál szintén Haute-Garonne megyében torkollik a Salat-ba. Hossza 18,5 km, átlagos vízhozama 1,8 m³ másodpercenként. A vízgyűjtő terület nagysága 129 km².

## Megyék és városok a folyó mentén
- Haute-Garonne: Mane